# Milena Vostřáková
Milena Vostřáková (2. března 1934 – 7. července 2011 Praha) byla česká televizní hlasatelka a moderátorka.
V letech 1957 až 1969 pracovala v Československé televizi. V tomto roce po výhře československých hokejistů nad Sovětským svazem v televizi řekla, že normálně pije urologický čaj, ale dnes připije vínem našim hokejistům, protože „jde o vítězství nejen sportovní, ale i morální“. Z toho důvodu musela v době normalizace z Československé televize odejít, na televizní obrazovky se vrátila v roce 1990, v České televizi moderovala mj. televizní pořad Sama doma.
Zahrála si menší role v několika filmech.